# 曾广熔
曾广熔（1865年—1932年），湖南宁乡人。清末民初人，1905年4月至1911年10月任自强学堂提调。曾国藩曾孙。

## 简历
- 早年被张之洞所倚重，参与创办私立湖北中西通艺学堂。
- 1905年担任方言学堂提调，兼管湖北洋务局学堂所。
- 1911年3月，辛亥革命前夕，新任湖广总督瑞徵认为学堂“风气不端”，湖北提学使王寿彭认为经费无法支持。遂以教育经费紧张为由强令停办，校产交武昌军官学校使用。曾被迫辞职，但在革命后积极争取武昌现代高等学府的重建工作。
- 后历任湖北高等学堂督学、晋候补道员，岳麓高等学堂监督，晚年寓居上海。